# Ellucana
Ellucana är ett släkte av kräftdjur. Ellucana ingår i familjen Canuellidae.
Kladogram enligt Catalogue of Life:
| Ellucana | \| \| Ellucana chelicerata \| \| \| \| \| \| Ellucana curticaudata \| \| \| \| \| \| Ellucana longicauda \| \| \| \| \| \| Ellucana secunda \| \| \| \| |
|          | \| \| Ellucana chelicerata \| \| \| \| \| \| Ellucana curticaudata \| \| \| \| \| \| Ellucana longicauda \| \| \| \| \| \| Ellucana secunda \| \| \| \| |
|          | Brianola |
|          | |
|          | Canuella |
|          | |
|          | Canuellina |
|          | |
|          | Canuellopsis |
|          | |
|          | Coullana |
|          | |
|          | Ifanella |
|          | |
|          | Scottolana |
|          | |
|          | Sunaristes |
|          | |
|          | Ellucana chelicerata |
|          | |
|          | Ellucana curticaudata |
|          | |
|          | Ellucana longicauda |
|          | |
|          | Ellucana secunda |
|          | |

|  | Ellucana chelicerata  |
|  |                       |
|  | Ellucana curticaudata |
|  |                       |
|  | Ellucana longicauda   |
|  |                       |
|  | Ellucana secunda      |
|  |                       |